# Badr Galag
Badr Eldin Eldoud Galag (1º aprile 1981) è un calciatore sudanese, di ruolo centrocampista.

## Carriera

### Club
Ha sempre giocato nel campionato sudanese.

### Nazionale
Ha esordito con la maglia della Nazionale nel 2003.